# Mathias Günther
Mathias Günther (ur. 29 września 1986) – szwedzki zapaśnik walczący w stylu klasycznym. Zajął 34 miejsce na mistrzostwach świata w 2014. Dwudziesty na mistrzostwach Europy w 2009. Siódmy w Pucharze Świata w 2010. Mistrz nordycki w 2009 roku.
Mistrz Szwecji w 2008 i 2010 roku.
Zdobył brązowy medal na ME w 2012 roku, w kategorii 66 kg, ale został zdyskwalifikowany z powodu dopingu.